# NGC 2673
NGC 2673 (другие обозначения — UGC 4620, KCPG 175B, MCG 3-23-11, ARP 167, ZWG 90.19, NPM1G +19.0193, PGC 24792) — эллиптическая галактика (E) в созвездии Рак.
Этот объект входит в число перечисленных в оригинальной редакции «Нового общего каталога».
Составляет пару взаимодействующих галактик с NGC 2672. NGC 2673 является меньшей галактикой пары и имеет два приливных «шлейфа» в распределении света. Дисперсия скоростей в галактике увеличивается с радиусом.